# オウゴンヒワ
オウゴンヒワ（学名: Carduelis tristis）とは、スズメ目アトリ科に分類される鳥。アメリカではワイルドカナリアとも呼称される。

## 分布
カナダ、アメリカ合衆国、メキシコ

## 形態
全長：約11cm、体重：約13g。繁殖期のオスは体の羽色が鮮やかな黄色になり、繁殖期以外にはその黄色がくすむ。メスもくすんだ黄色（オリーブ色）。羽色は黒くて白色の縞がある。オスの頭は黒くなるがメスは黒くならない。

## 生態
餌は主に種子。昼に行動する。
樹上や茂みに巣をつくり4-6個の卵を産む。メスが抱卵し2週間で孵化する。孵化後おおよそ17日程度で巣を離れる。

## ギャラリー

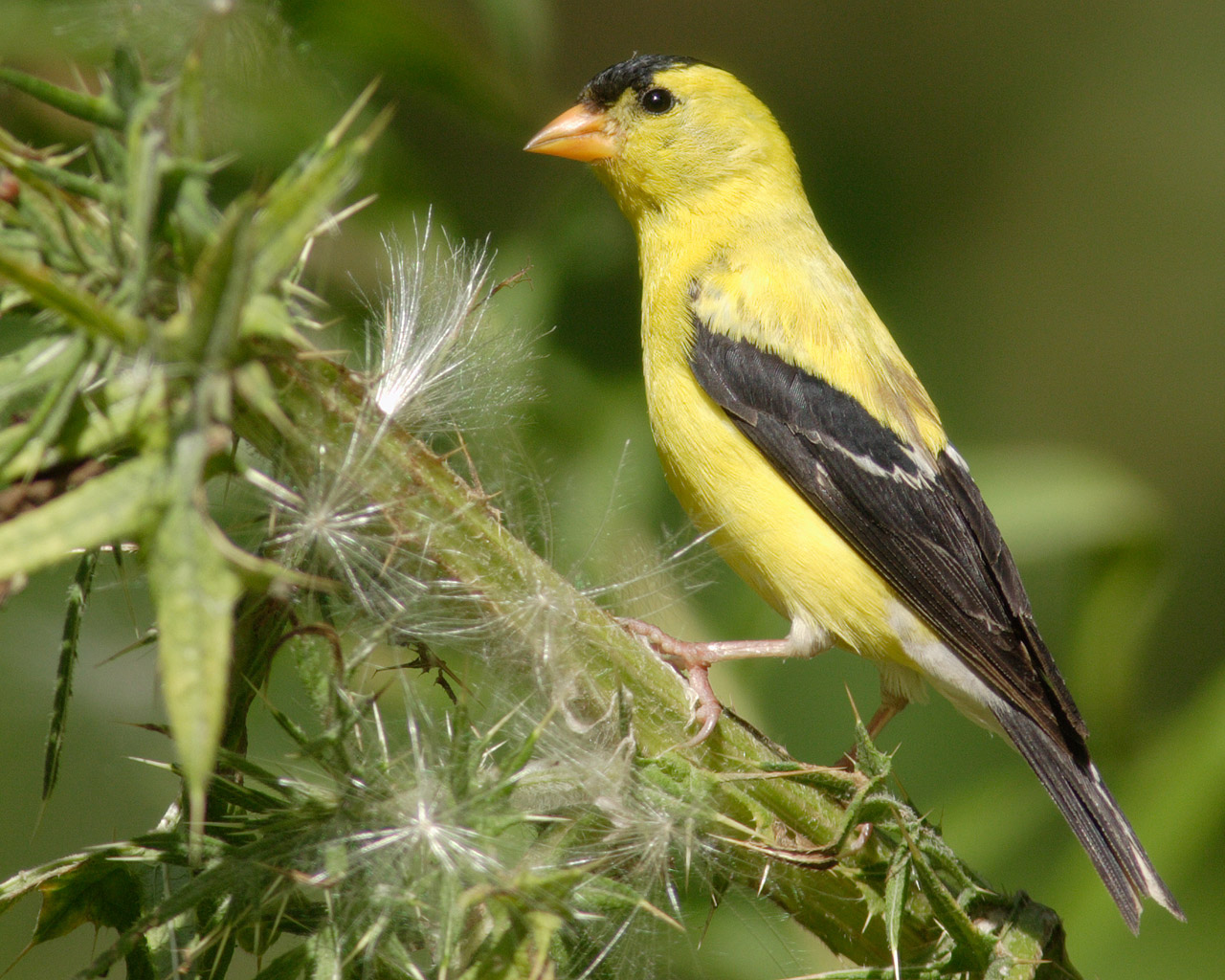
オウゴンヒワ Carduelis tristis